# Christa Gietl
Christa Gietl (* 16. Mai 1977 in Brixen) ist eine ehemalige italienische Naturbahnrodlerin. Sie wurde 2006 Europameisterin im Einsitzer, gewann fünf Weltcuprennen und erreichte zweimal den dritten Platz im Gesamtweltcup. Sie startete für den Sportverein ihrer Heimatgemeinde Feldthurns, ihre jüngere Schwester Renate Gietl ist ebenfalls Naturbahnrodlerin.

## Karriere
Christa Gietl nahm ab 1994 an internationalen Juniorenmeisterschaften teil und erreichte dabei zunächst Platzierungen in den Top 10, ebenso wie bei ihrer ersten Weltmeisterschaftsteilnahme 1996 in Oberperfuss, wo sie Sechste wurde. Der Durchbruch an die Weltspitze gelang ihr im Winter 1996/1997, als sie am 24. Januar in Toblach ihren ersten Weltcupsieg feierte. Eine Woche danach erzielte sie den fünften Platz bei der Europameisterschaft 1997 in Moos in Passeier und Anfang März gewann sie die erste Juniorenweltmeisterschaft in Aosta. Im Gesamtweltcup belegte sie in der Saison 1996/1997 den sechsten Platz. Ebenfalls einen Sieg, am 18. Januar 1998 in Kronplatz, aber wie im Vorjahr keine weiteren Podestplätze, erreichte Gietl in der Weltcupsaison 1997/1998. Im Gesamtweltcup konnte sie sich dennoch um zwei Plätze auf Rang vier verbessern. Bei der Weltmeisterschaft 1998 im finnischen Rautavaara gewann Gietl die Silbermedaille und musste sich nur der Russin Ljubow Panjutina geschlagen geben. In der Saison 1998/1999 feierte Gietl erneut einen Weltcupsieg, am 5. Februar 1999 in Aurach bei Kitzbühel. Zuvor war sie bereits dreimal auf Platz drei gefahren, womit sie auch im Gesamtweltcup den dritten Platz erreichte – hinter Elvira Holzknecht und Sonja Steinacher. Diese beiden waren auch bei der Europameisterschaft 1999 in Szczyrk die schnellsten und Christa Gietl gewann hinter ihnen die Bronzemedaille.
Die Saison 1999/2000 war für Gietl nach einem Ausfall im dritten Weltcuprennen in Gummer zu Ende. Auch während des nächsten Winters nahm sie an keinen Rennen teil. Erst in der Saison 2001/2002 kehrte sie in den Weltcup zurück und erreichte gleich beim Auftaktrennen in Olang den dritten Platz. Ebenfalls Dritte wurde sie im vorletzten Rennen in Hüttau und dreimal fuhr sie auf den vierten Platz. Im Gesamtweltcup erzielte sie damit Rang fünf. Bei der Europameisterschaft 2002 in Frantschach-Sankt Gertraud kam sie allerdings nur auf den zehnten Platz, während sie bei der Weltmeisterschaft 2003 in Železniki den fünften Platz belegte. Erfolgreich verlief die Weltcupsaison 2002/2003. Christa Gietl gewann zwei Rennen in Hüttau und Olang und wurde Zweite in Moskau. Zweimal kam sie aber nur auf Rang acht, was schließlich den dritten Platz im Gesamtweltcup bedeutete. Auch die nächste Saison fing mit einem zweiten Platz in Olang und Rang drei in Grande Prairie noch gut an. Danach erreichte sie aber zumeist nur Platzierungen um Rang zehn, weshalb sie im Gesamtweltcup auf den sechsten Platz zurückfiel. Besser erging es ihr bei der Europameisterschaft 2004 in Hüttau, wo sie die Silbermedaille gewann. Gietl musste sich nur der Russin Jekaterina Lawrentjewa geschlagen geben, die in diesem Winter zudem vier Weltcuprennen gewann.
In der Saison 2004/2005 war Gietl durch eine Handverletzung beeinträchtigt und konnte sich innerhalb der italienischen Mannschaft nur zweimal für einen Weltcupstart qualifizieren. Obwohl sie im fünften Saisonrennen in Latzfons den zweiten Platz erreichte, konnte sie sich auch für die eine Woche später stattfindende Weltmeisterschaft nicht qualifizieren. Im Winter 2005/2006 nahm Gietl wieder an allen Weltcuprennen teil. Mit einem zweiten Platz beim Auftaktrennen in Longiarü, drei dritten Plätzen sowie je einem fünften und sechsten Rang erreichte sie den vierten Platz im Gesamtweltcup. Ihren größten Erfolg feierte die damals 28-Jährige bei der Europameisterschaft 2006 in Umhausen. Nach zwei der drei Wertungsläufe war sie noch an vierter Stelle gelegen, doch mit Laufbestzeit im dritten und letzten Durchgang gewann sie mit lediglich drei Hundertstelsekunden Vorsprung auf ihre neun Jahre jüngere Teamkollegin Imelda Gruber die Goldmedaille und wurde Europameisterin. Nach dieser erfolgreichen Saison beendete Christa Gietl ihre Karriere.

## Sportliche Erfolge

### Weltmeisterschaften
- Oberperfuss 1996: 6. Einsitzer
- Rautavaara 1998: 2. Einsitzer
- Železniki 2003: 5. Einsitzer

### Europameisterschaften
- Moos in Passeier 1997: 5. Einsitzer
- Szczyrk 1999: 3. Einsitzer
- Frantschach 2002: 10. Einsitzer
- Hüttau 2004: 2. Einsitzer
- Umhausen 2006: 1. Einsitzer

### Juniorenweltmeisterschaften
- Aosta 1997: 1. Einsitzer

### Junioreneuropameisterschaften
- Längenfeld 1994: 8. Einsitzer
- Saint-Marcel/Fénis 1995: 4. Einsitzer
- Feld am See 1998: 2. Einsitzer

### Weltcup
- 2 × 3. Gesamtrang im Einsitzer-Weltcup in den Saisonen 1998/1999 und 2002/2003
- 2 × 4. Gesamtrang im Einsitzer-Weltcup in den Saisonen 1997/1998 und 2005/2006
- 1 × 5. Gesamtrang im Einsitzer-Weltcup in der Saison 2000/2001
- 18 Podestplätze, davon 5 Siege:

| Datum            | Ort       | Land       | Disziplin |
| ---------------- | --------- | ---------- | --------- |
| 24. Januar 1997  | Toblach   | Italien    | Einsitzer |
| 18. Januar 1998  | Kronplatz | Italien    | Einsitzer |
| 5. Februar 1999  | Aurach    | Österreich | Einsitzer |
| 26. Januar 2003  | Hüttau    | Österreich | Einsitzer |
| 16. Februar 2003 | Olang     | Italien    | Einsitzer |

### Italienische Meisterschaften
- Italienische Meisterin im Einsitzer 2002[3]